# Raugu
Raugu – wieś w Estonii, w prowincji Sarema, w gminie Orissaare. 1 stycznia 2007 roku wieś zamieszkiwało 17 osób.